# Juvigny-sous-Andaine
Juvigny-sous-Andaine ist eine Ortschaft und eine ehemalige französische Gemeinde mit 903 Einwohnern (Stand: 1. Januar 2022) im Département Orne in der Region Normandie. Sie gehörte zum Arrondissement Alençon und zum Kanton Bagnoles-de-l’Orne. Die Einwohner werden Juvignasiens genannt.
Mit Wirkung vom 1. Januar 2016 wurden die bisherigen Gemeinden Juvigny-sous-Andaine, La Baroche-sous-Lucé, Beaulandais, Loré, Lucé, Saint-Denis-de-Villenette und Sept-Forges zu einer Commune nouvelle mit dem Namen Juvigny Val d’Andaine zusammengeschlossen und haben in der neuen Gemeinde den Status einer Commune déléguée. Der Verwaltungssitz befindet sich im Ort Juvigny-sous-Andaine.

## Geografie
Juvigny-sous-Andaine liegt im Regionalen Naturpark Normandie-Maine, etwa 50 Kilometer westnordwestlich von Alençon.

## Bevölkerungsentwicklung
| Jahr                       | 1962 | 1968 | 1975 | 1982 | 1990 | 1999 | 2006 | 2013 |
| Einwohner                  | 1009 | 983  | 1019 | 998  | 1105 | 1055 | 1058 | 989  |
| Quellen: Cassini und INSEE |      |      |      |      |      |      |      |      |

## Kultur und Sehenswürdigkeiten
- Kirche Notre-Dame-de-l’Assomption
- Reste der Burg Bonvouloir, insbesondere der Taubenturm, aus dem 15. Jahrhundert
- Dolmen de la Gione
- Herrenhaus Le Lys

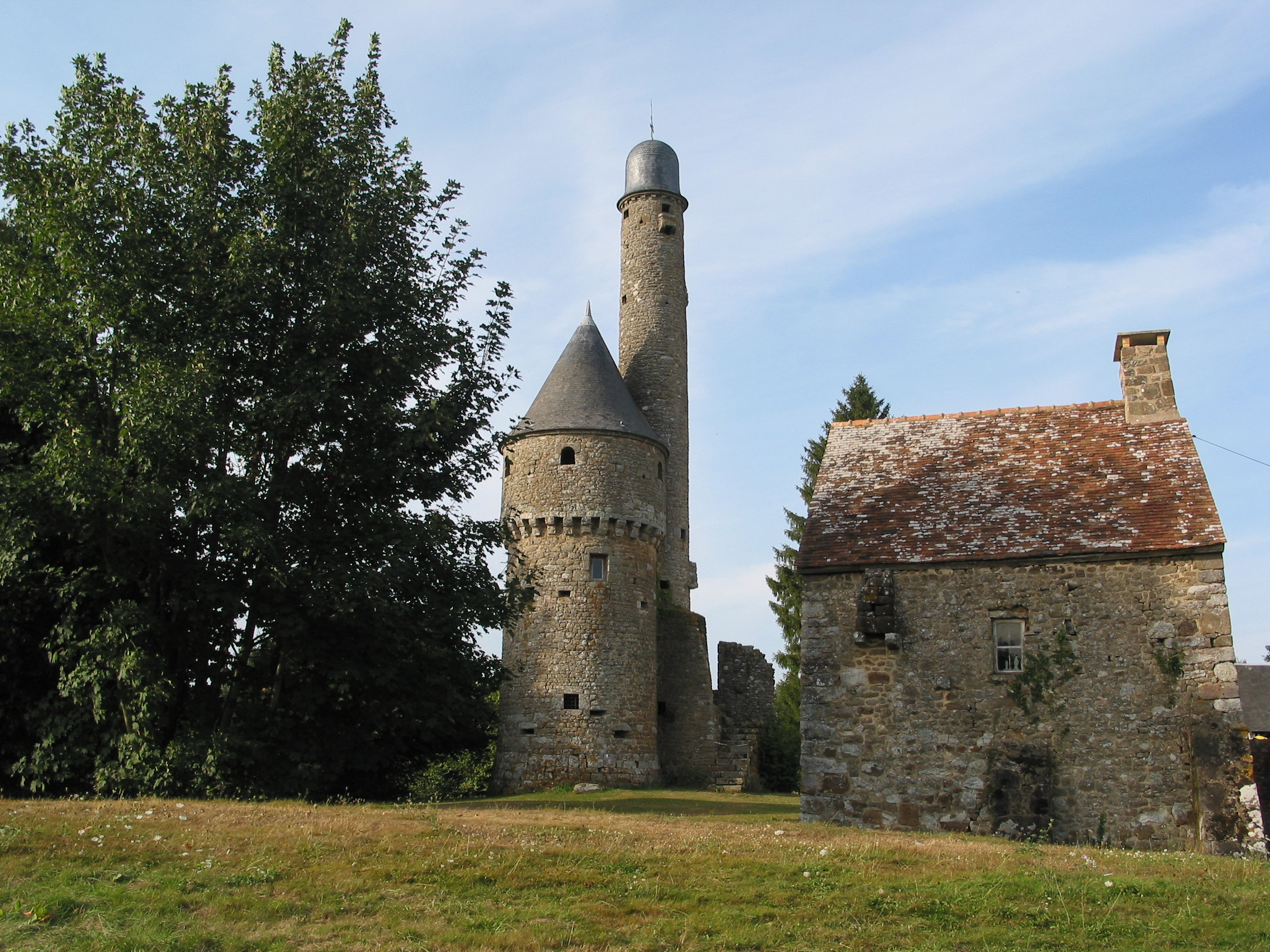
Reste der Burg Bonvouloir
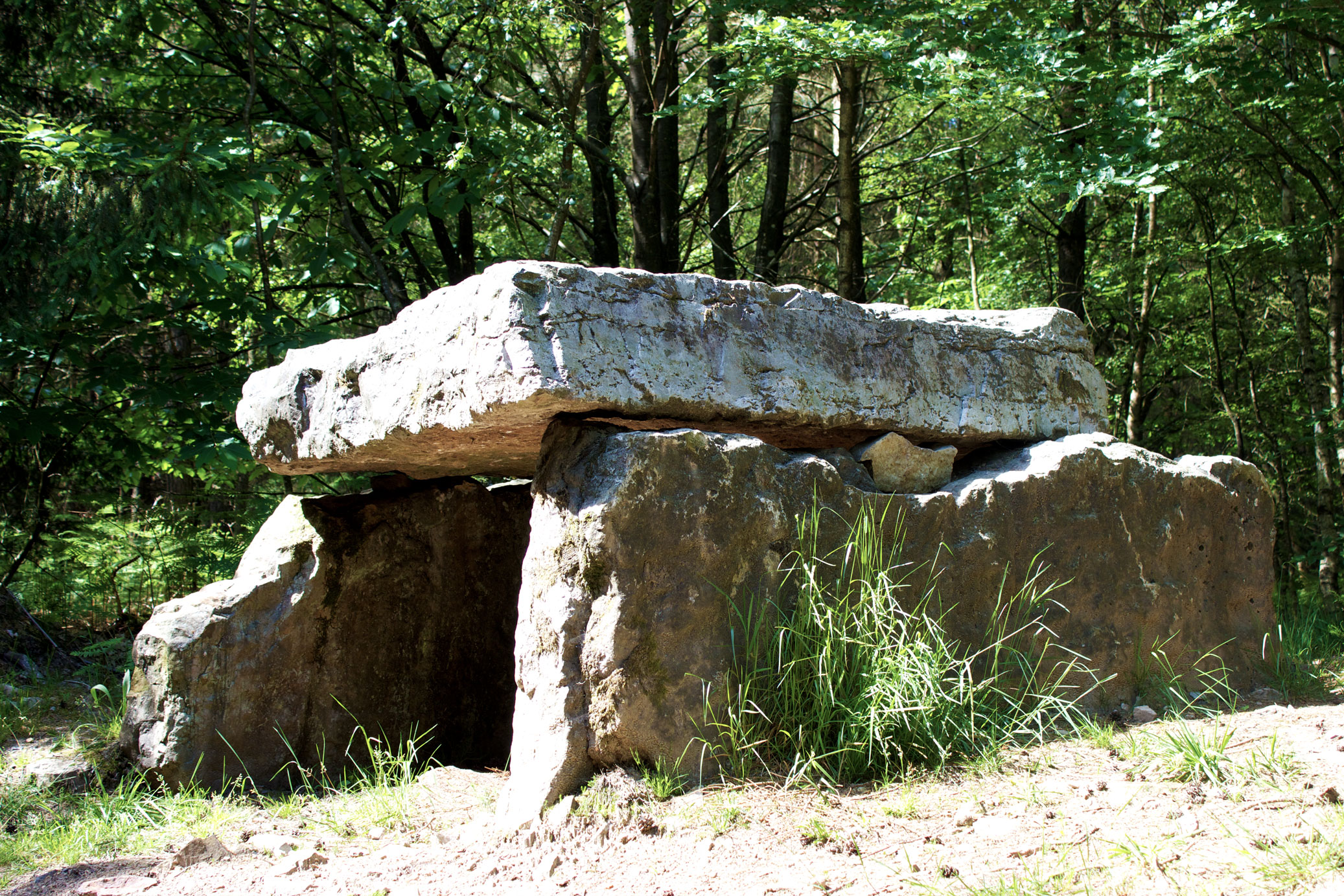
Dolmen de la Gione oder Dolmen du Pissot
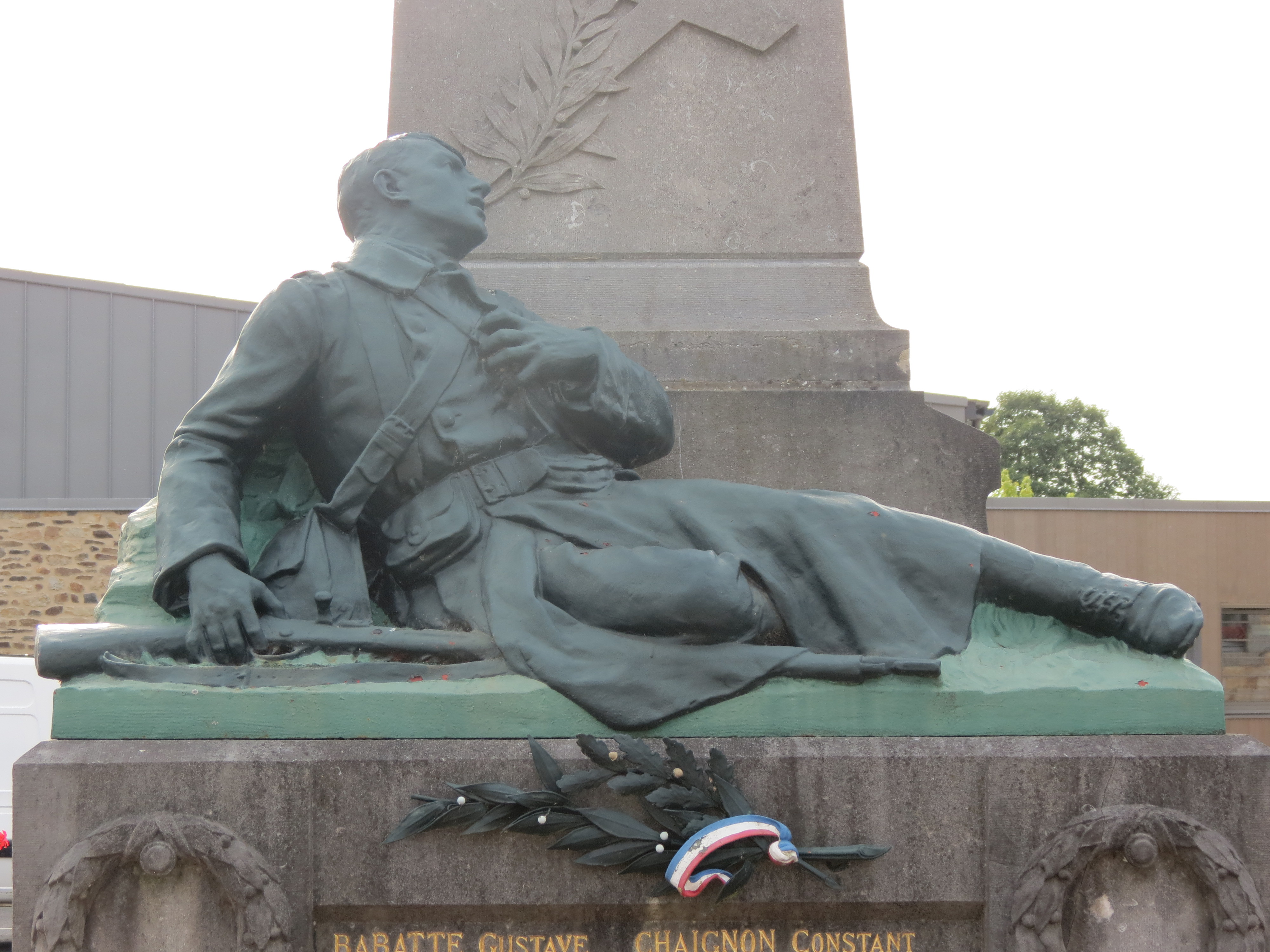
Gefallenendenkmal